# Gonzalo Fierro
Gonzalo Antonio Fierro Caniullán (* 21. März 1983 in Santiago de Chile) ist ein ehemaliger chilenischer Fußballspieler. Der Rechtsaußen gewann 9 Mal die chilenische Meisterschaft mit dem CSD Colo-Colo und einmal die brasilianische Meisterschaft mit Flamengo Rio de Janeiro.

## Karriere

### Verein
Fierro begann 2002 seine Profikarriere beim chilenischen Top-Klub CSD Colo-Colo. Schon zuvor spielte er in deren Nachwuchsabteilung. In den folgenden Jahren spielte er zusammen mit vielen erfahrenen Spielern wie Humberto Suazo, Matías Fernández und Alexis Sánchez. In den Jahren 2002 (Clausura), 2006 (Apertura & Clausura) und 2007 (Apertura & Clausura) gewann er mit Colo-Colo die nationale Meisterschaft. Nach und nach entwickelte Fierro sich zu einem Leistungsträger im Klub. Doch nicht nur national, sondern auch kontinental ließ er von sich hören. Beim historischen 2:0-Sieg seiner Mannschaft am 20. März 2008 in der Copa Libertadores gegen Boca Juniors avancierte der Flügelspieler zu einem der Matchwinner. Am 26. August 2008 wechselte Fierro zum brasilianischen Spitzenverein CR Flamengo. Damit wurde er der erste chilenische Fußballer im Dress des Klubs. Erst am 5. April 2009 kam er in der Staatsmeisterschaft zu seinem ersten Pflichtspieleinsatz. Seine zweite Möglichkeit, sich in der neuen Liga zu beweisen, erhielt der Mittelfeldspieler erst am 12. Juli des gleichen Jahres, wo er den nach einem Leihgeschäft wieder abgegebenen Ibson Barreto da Silva ersetzte. Fierro erzielte in der Partie gegen den FC São Paulo bereits nach kurzer Zeit seinen ersten Treffer für Flamengo. Nach Ablauf der Saison 2009 feierte er als erster Chilene nach Nelson Tapia, Elías Figueroa und Claudio Maldonado eine brasilianische Meisterschaft.
Anfang 2012 kehrte Fierro zu Colo-Colo zurück. Mit dem Klub gewann er in den Jahren 2015 und 2017 die chilenische Meisterschaft. Anfang 2019 wechselte er zu CD Antofagasta. 2020 beendete Fierro seine Karriere im Trikot des Drittligisten Deportes Colina.

### Nationalmannschaft
2006 spielte Fierro erstmals für die chilenische Nationalmannschaft. Kurz darauf wurde er vom damaligen Nationaltrainer Nelson Acosta in den Kader für die Copa América 2007 berufen. Dabei kam er in der Vorrunde sowie im Viertelfinale, beim 1:6 gegen Brasilien, zum Einsatz. Im Mai 2010 nominierte ihn Trainer Marcelo Bielsa für die Weltmeisterschaft in Südafrika. Das Team zog ins Achtelfinale ein und schied dort gegen Brasilien aus. Fierro kam während des gesamten Turniers als einziger Feldspieler Chiles zu keinem Einsatz.

## Erfolge
CSD Colo-Colo
- Chilenische Meisterschaft (9): 2002-C, 2006-A, 2006-C, 2007-A, 2007-C, 2008-C, 2013/14-C, 2015/16-A, 2017-T
- Chilenischer Pokalsieger: 2016
- Supercopa de Chile-Sieger: 2017, 2018

Flamengo Rio de Janeiro
- Brasilianischer Meister: 2009
- Taça Rio: 2009
- Staatsmeisterschaft von Rio de Janeiro: 2009